# Hemus Air
Hemus Air (en bulgare : ХЕМУС ЕР) était une compagnie aérienne bulgare (nationale).
Hemus Air était une compagnie régionale fondée en 1991. Sa flotte comprenait : 3 - BAe  146-200, 4 - BAe  146-300, 1 Boeing 737-400, 1 Boeing 737-300, 2 ATR-42-300
Les principales destinations desservies de façon régulière à partir de Sofia étaient :
- internationales :  Albanie,  Chypre,  Dubaï, Allemagne,  Grèce,  Liban, Libye, Norvège, Roumanie, Slovaquie et Syrie (cette dernière desservie avec Syrian Airlines);
- intérieures : Bourgas (été), Varna.

La compagnie offrait des billets à prix réduits au départ et à destination de la Bulgarie.
Après le rachat de Viaggio Air, Hemus Air a également racheté Bulgaria Air le 4 juillet 2007 pour former la nouvelle Bulgaria Air.

## Flotte

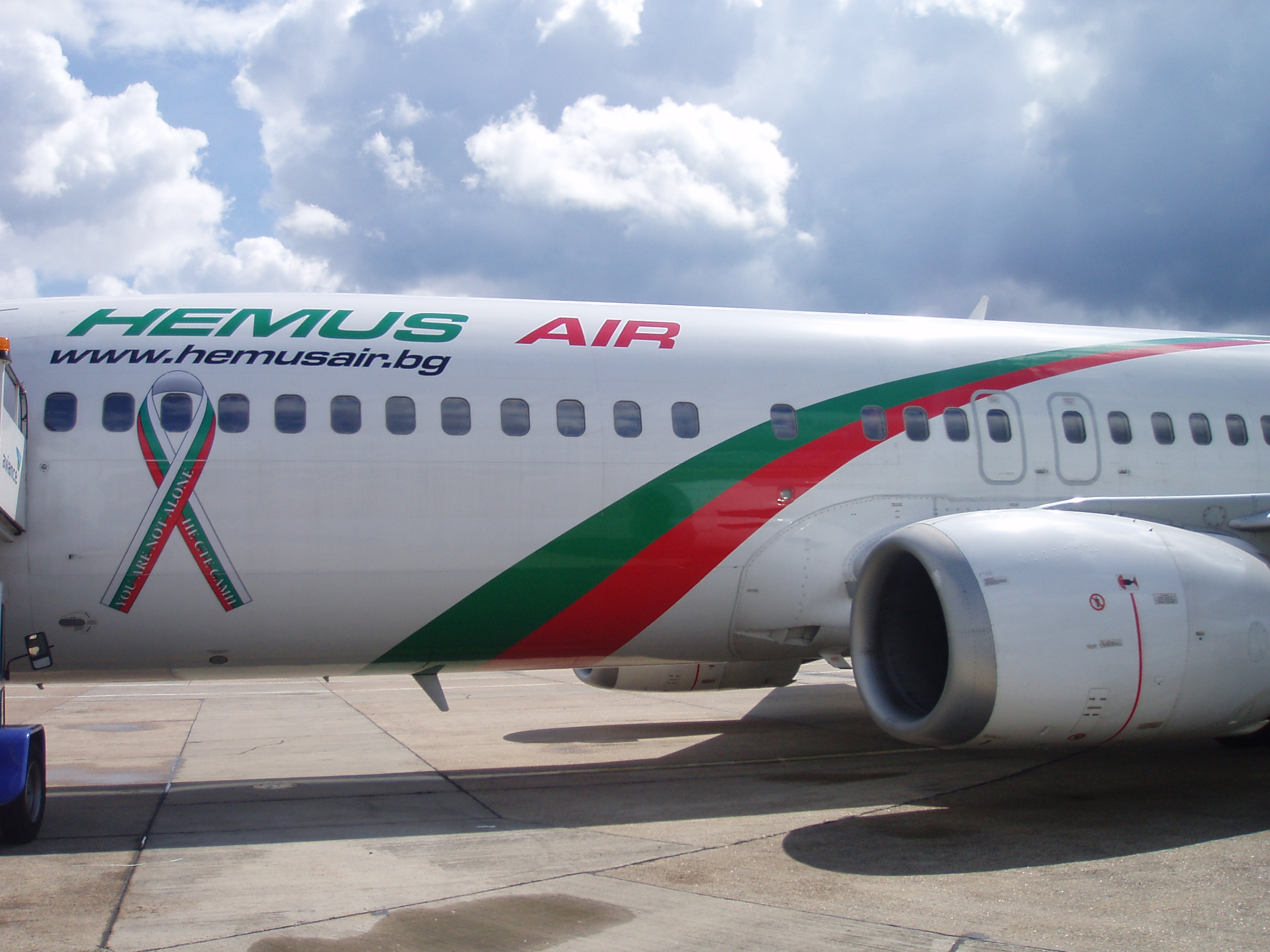
Boeing 737-300 Hemus Air à l'embarquement à l'Aéroport de Londres-Gatwick, Royaume-Uni. (2007)

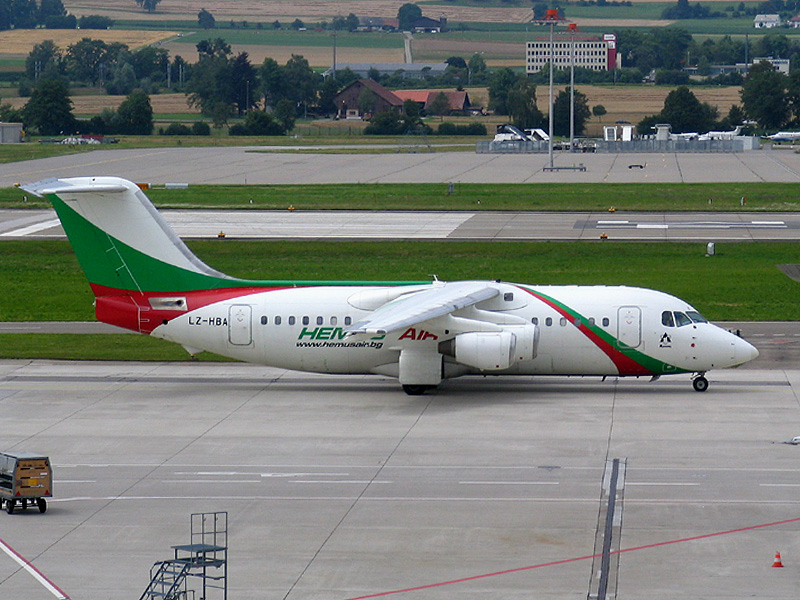
BAe146-200 Hemus Air au roulage à l'Aéroport de Sofia, Bulgarie. (2005)

Au 31 mars 2009, la flotte Hemus Air se compose de :